# Bobby Edwards
Bobby Edwards, geboren als Robert Moncrief (Anniston, 18 januari 1926 - Murfreesboro, 31 juli 2012), was een Amerikaanse countryzanger, die tussen 1959 en 1969 opnam. Aan het begin van zijn carrière trad hij op en nam hij op onder de naam Bobby Moncrief. Toen hij zijn dienst bij de Amerikaanse marine had voltooid, begon hij op te nemen als Bobby Edwards.

## Carrière
Edwards werd geboren in Anniston, Alabama als kind van de prediker George Thomas Moncrief en Ila Eva Murray Moncrief en hield zich al vroeg bezig met de countrymuziek.
Als Bobby Moncrief nam hij in 1958 voor het eerst op voor Pappy Daily bij 'D' Records. Zijn eerste opname heette Long Gone Daddy. In 1959 deed hij de hit Jealous Heart van Tex Ritter uit 1945, geschreven door Jenny Lou Carson, weer opleven. De plaat werd uitgegeven bij het Bluebonnet-label. Daarna ging Edwards naar het westen, waar hij in zijn eentje aan shows werkte in Zuid-Californië, voordat songwriter Terry Fell hem bij Crest Records plaatste en hielp bij het produceren en arrangeren van You're the Reason. Hoewel Edwards het nummer schreef, ontvingen zijn manager en financier Fred Henley en Terry Fell de erkenning.
Darrell Cotton, Gib Guilbeau en Ernie Williams hadden het trio Darrell, Gib & Ernie geformeerd. Daarna bracht het trio de singles I Goof en Just or Unjust uit, die lokale hits werden. Nadat ze Wayne Moore hadden toegevoegd, werden ze The Four Young Men, waar Edwards zich vervolgens bij voegde om Bobby Edwards & The Four Young Men te worden. Hun eerste plaat samen was de single You're the Reason bij Crest Records. In 1961 werd het nummer een landelijke hit in de Verenigde Staten, met een piek op nummer 4 in de Billboard-hitlijst en nummer 11 in de Billboard Hot 100. Het deuntje werd later gecoverd door Joe South en Hank Locklin. Edwards stapte vervolgens over naar Capitol Records en bracht het gelijknamige What's the Reason uit, dat het volgende jaar piekte op nummer 71. In 1963 haalde zijn single Do not Pretend de Billboard countryhitlijst (#23), zijn laatste single die de countryhitlijst binnenkwam. Eind jaren 1960 exploiteerde hij een kleine opnamestudio. In het begin van de jaren 1970 nam hij ook verschillende gospelalbums op. Edwards trok zich in 1972 volledig terug uit de muziekbusiness en keerde terug naar Anniston om een gezin te stichten.

## Privéleven en overlijden
Edwards woonde van 2000 tot aan zijn dood in Smyrna (Tennessee). Hij overleed in juli 2012 op 86-jarige leeftijd in het Middle Tennessee Medical Center in Murfreesboro.

## Discografie
- 1961: You're the reason
- 1962: What's the reason
- 1963: Don't Pretend

- International Standard Name Identifier: 0000 0003 9966 1580
- Library of Congress Control Number: no2013003394
- MusicBrainz: ef910c47-e3bd-4872-b6f6-951b6ba201a3
- Virtual International Authority File: 294961545
- WorldCat: E39PBJcr934p4V9GY4T6pXf6rq